# Malagondanahalli, Davanagere
Malagondanahalli là một làng thuộc tehsil Davanagere, huyện Davanagere, bang Karnataka, Ấn Độ.